# Napowietrzacz akwarystyczny
Napowietrzacz akwarystyczny (brzęczyk) – urządzenie wykorzystywane w akwariach, którego zadaniem jest doprowadzenie do zbiornika tlenu, który jest niezbędny do życia dla wszystkich organizmów żywych. Jest on wykorzystywany głównie w akwariach profesjonalnych, ponieważ w podstawowych zestawach akwarystycznych filtry wewnętrzne posiadają wbudowaną funkcję napowietrzania słupa wody.

## Rodzaje napowietrzaczy[1]
- pompka membranowa (brzęczyk) – pompa tłocząca powietrze za pomocą membrany.
- pompka tłokowa – powietrze pompowane jest przez poruszający się tłok w cylindrze.
- turbina napowietrzająca – powietrze pompowane jest za pomocą wirnika.
- deszczownica – głównie w połączeniu z filtrami; napowietrza poprzez wprowadzanie w ruch tafli wody.

## Najpopularniejsze napowietrzacze
| Nazwa        | Producent | Przepływ    | Przeznaczenie  |
| ------------ | --------- | ----------- | -------------- |
| Tetratec APS | Tetra     | 50–200 l/h  | akwaria domowe |
| Oxyboost     | Aquael    | 100–300 l/h | akwaria domowe |
| ACO          | Hailea    | 50–200 l/h  | akwaria domowe |

## Czynniki wpływające na efektywność napowietrzania wody w akwarium
- temperatura wody – rozpuszczalność maleje wraz ze wzrostem temperatury
- wielkość pęcherzyków powietrza – rozpuszczalność jest większa przy mniejszych pęcherzykach
- długość drogi pęcherzyka – czym dłuższa jest jego droga, tym rozpuszczalność wzrasta